# 35e corps d'armée (France)
Pour les articles homonymes, voir 35e corps d'armée.
Le 35e Corps d'Armée est un corps de l'armée française.

## Création et différentes dénominations
- 27 août 1914 : 6e Groupement de Divisions d'Infanterie de Réserve
- 15 décembre 1914 : Renommé 35e Corps d'Armée

## Les chefs du35ecorpsd'armée
- 12 décembre 1914 : Général Ebener
- 29 avril 1916 : Général Jacquot

## Première Guerre mondiale

### Composition
- 37e Division d'Infanterie de janvier 1915 à janvier 1916
- 53e Division d'Infanterie de janvier 1916 à novembre 1918
- 61e Division d'Infanterie de janvier 1915 à juillet 1917
- 121e Division d'Infanterie de janvier 1916 à novembre 1918

Infanterie :
- 68e Régiment d'Infanterie Territoriale[1] de juin 1915 à novembre 1918
- 69e Régiment d'Infanterie Territoriale[2] de juin 1915 à juin 1918 (dissolution)
- 1er Bataillon de Chasseurs à Pied Territoriaux de juin 1915[3] à mai 1916[4]
- 4e Bataillon de Chasseurs à Pied Territoriaux de juin 1915[3] à mai 1916[4]

Cavalerie :
- 7e Régiment de Dragons[5] de juillet 1917 à novembre 1918
- 2e Régiment de Marche de Spahis de juillet 1917 à janvier 1918
- 7e Régiment  de Spahis de Marche[6] de juillet 1917 à janvier 1918

Artillerie :
- 1 groupe de 75 du 19e Régiment d'Artillerie de Campagne de décembre 1914[7] à février 1915[8] 1916
- 1 groupe de 95[9] du 37e Régiment d'Artillerie de Campagne de juin 1915 à juillet 1916[10]
- 1 groupe de 95[11] du  37e Régiment d'Artillerie de Campagne de décembre 1914 à juillet 1916[10]
- 1 groupe de 95 du 5e Régiment d'Artillerie Lourde de décembre 1914 à février 1916[12]
- 1 groupe de 95[13] du  1er Régiment d'Artillerie Colonial de décembre 1914 à décembre 1915[14]
- 104e batterie de 58 du 5e Régiment d'Artillerie de Campagne de janvier à juillet 1916.
- 1 groupe de 75 du 32e Régiment d'Artillerie de Campagne de juillet[15] 1916 à janvier 1917[16]
- 1 groupe de 90[17] du 32e Régiment d'Artillerie de Campagne de juin 1915 à juillet 1916[15]
- 1 groupe de 95[18] du 32e Régiment d'Artillerie de Campagne de novembre 1915 à novembre 1916[19]
- 1 groupe de 105 du 101e Régiment d'Artillerie Lourde de janvier 1917 (création) à janvier 1918
- 1 groupe de 120L du  2e Régiment d'Artillerie Lourde de juin 1915 à janvier 1916[20]
- 1 groupe de 120L du 101e Régiment d'Artillerie Lourde de janvier 1916 à janvier 1918[20]

Génie :
- Compagnie 7/15T du 7e Bataillon du Génie de juin 1915 à janvier 1918
- Compagnie 4/19 du 1er Régiment du Génie de juin 1915 à janvier 1918
- Compagnie 19/3 du 2e Régiment du Génie de juin 1915 à janvier 1918
- Compagnie 13/25 du 4e Régiment du Génie de juin 1915 à janvier 1917
- Sapeurs du 7e Régiment du Génie de juin 1915 à janvier 1918
- Compagnie de sapeurs-télégraphistes du 8e Régiment du Génie de juillet 1916 à janvier 1918

### Historique

#### 1914 - 1915
- 15 décembre : constitué par la transformation du 6e groupe de divisions de réserve en corps d'armée.
- 15 décembre 1914 - 27 avril 1916 : occupation d'un secteur entre Oise et Aisne, vers Bailly et Autrêches.

21 et 25 décembre : attaques françaises vers le bois Saint Mard.
6 juin et 16 juin 1915 : attaques françaises vers la bascule de Quennevières et vers la ferme Touvent.
28 juin : réduction du front à droite jusque vers la ferme Touvent.
4 août : extension à droite jusque vers Pernant. Guerre des mines dès mars 1915.

#### 1916
- 27 avril - 8 mai : retrait du front, puis repos dans la région Estrée-Saint-Denis, Verberie, Crépy-en-Valois.
- 8 - 30 mai : mouvement vers la région de Montdidier, puis vers la région de Breteuil ; repos et instruction.
- 30 mai - 19 septembre : mouvement vers le front et à partir du 3 juin, occupation d'un secteur entre Maucourt et Fontaine-lès-Cappy.

18 juin : réduction du front à droite vers Foucaucourt.
28 juin : extension à droite jusqu'à la voie ferrée Amiens - Chaulnes.
À partir du 1er juillet : engagé dans la bataille de la Somme.
1er juillet : prise de Fay.
4 juillet : prise d'Estrées.
4 - 13 juillet : légère réduction du front à gauche au nord d'Estrées.
20 juillet : prise du bois Étoilé.
23 juillet : limite gauche ramenée vers Estrées.
24 juillet : attaque française.
26 juillet : réduction du front à droite jusqu'à la route Lihons, Rosières-en-Santerre.
1er août : attaque française dans la région d'Estrées.
19 août : limite droite ramenée entre Lihons et Vermandovillers.
21 et 31 août : attaques françaises.
4 septembre : prise de Soyécourt et d'une partie de Vermandovillers.
5, 6 et 7 septembre : violents combats.
17 septembre : attaque française prise de Vermandovillers.
18 septembre : prise de Deniécourt.
- 19 septembre - 25 novembre : retrait du front ; instruction et repos dans la région de Breteuil.
- 25 novembre 1916 - 16 mars 1917 : mouvement vers le front et occupation d'un secteur vers Ribécourt et le bois des Loges.

25 janvier 1917 : réduction du front à droite vers le massif de Thiescourt.

#### 1917
- 16 mars - 29 juillet : poursuite des troupes allemandes lors du repli allemand. Progression vers Chauny, Tergnier jusqu'au front Vendeuil, sud de Servais. À partir du 30 mars, stabilisation sur le front La Fère, Essigny-le-Grand.

4 avril: prise de Moy et d'Urvillers.
- 29 juillet - 15 août : retrait du front ; repos et instruction dans la région de Lassigny.
- 15 août - 21 novembre : transport par V.F. de Noyon à Château-Thierry, puis mouvement vers le front. À partir du 19 août, occupation d'un secteur vers la ferme d'Hurtebise et Braye-en-Laonnois.

29 août : réduction du front à droite jusqu'à la ferme de la Creute.
2 novembre : repli allemand, avance jusqu'à l'Ailette.
17 novembre : réduction du front, à droite, au nord de Cerny-en-Laonnois.
- 21 novembre 1917 - 26 mars 1918 : retrait du front et à partir du 28 novembre occupation d'un secteur dans la région nord-est de Cheyreux, Vauclerc-et-la-Vallée-Foulon, nord-est de Cerny-en-Laonnois.

14 décembre : déplacement à gauche du secteur qui s'étend de la forêt de Vauclerc (incluse) aux Vaumaires.

#### 1918
- 26 mars - 9 juin : retrait du front, mouvement vers Attichy et prise d'un dispositif en vue de la défense de l'Oise. Le 27 mars, mouvement vers Ribécourt, éléments engagés vers Rollot, Assainvillers, Montdidier dans la deuxième bataille de Picardie. Puis organisation d'un secteur entre Rollot et Ayencourt.

30 mai : extension du front à droite jusque vers Orvillers-Sorel.
- 9 - 13 juin : engagé dans la bataille du Matz, repli sur le plateau de Belloy ; défense de la région Domfront, Courcelles-Epayelles, Méry, Belloy, abords de Ressons-sur-Matz.

11 juin : contre-offensive du groupement Mangin.
- 13 juin - 9 août : Organisation d'un secteur vers Ayencourt, le Ployron, Courcelles, Epayelles et le nord de Wacquemoulin.

19 juillet : actions locales vers Rubescourt et le Frétoy.
2 août : réduction du front à droite vers Courcelles-Épayelles.
- 9 - 28 août : Engagement dans la troisième bataille de Picardie d'abord (bataille de Montdidier) et à partir du 17 août, deuxième bataille de Noyon. Progression jusqu'au bois des Loges, puis stabilisation sur le front Beuvraignes, l'Avre.
- 28 août - 20 septembre : retrait du front ; mouvement vers Crèvecœur-le-Grand et le 15 septembre vers Chantilly.
- 20 septembre - 10 octobre : mouvement vers Chacrise et à partir du 21 septembre occupation d’un secteur vers Presles, Jouy.

À partir du 28 septembre progression jusqu'au-delà de l'Ailette.
- 10 - 16 octobre : participation aux actions de liaison entre la bataille de Champagne et d'Argonne et la bataille de Saint-Quentin. Progression sur l'axe Ostel, Athies-sous-Laon, Monceau-le-Waast.
- 16 octobre - 5 novembre : préparatifs d'offensive. Engagé dans la bataille de la Serre. Combat sur la Souche, organisation des positions conquises.
- 5 - 11 novembre : engagé dans la poussée vers la Meuse. Progression sur l'axe Montcornet, Rumigny, Rocroi, est en cours de retrait du front au moment de l'armistice.

### Rattachement
- 1re armée

24 novembre 1916 - 22 mars 1917
3 - 6 avril 1918
2 août - 15 septembre 1918
- 3e armée

22 mars - 5 août 1917
27 mars - 3 avril 1918
3 avril - 10 juin 1918
13 juin - 2 août 1918
27 octobre - 11 novembre 1918
- 6e armée

15 décembre 1914 - 12 avril 1916
10 mai - 5 août 1916
28 octobre 1917 - 27 mars 1918
- 10e armée

12 avril - 10 mai 1916
5 août - 24 novembre 1916
5 août - 28 octobre 1917
15 septembre - 27 octobre 1918
- Groupement Mangin

10 - 13 juin 1918